# Эцио Шида (стадион)
Стадион «Эцио Шида» (итал. Stadio Ezio Scida) — футбольный стадион в итальянском городе Кротоне. Является домашней ареной для ФК «Кротоне» и местной команды по американскому футболу. Построен в 1946 году.

## История
Своё название стадион получил в память об игроке «Кротоне» Эцио Шиде, который умер 19 января 1946 года во время поездки на матч. Облик стадиона менялся несколько раз; до 1999 года здесь могли разместиться не более 5 000 зрителей. В 1999 году началась реконструкция арены: была построена северная трибуна, вместимость остальных секторов была значительно увеличена. В 2000 году после выхода команды «Кротоне» в Серию В на стадионе появилась южная трибуна, которая в 2001 году получила название в честь болельщика Джорджио Манзали. На настоящий момент стадион может вместить 9 631 человек.